# Manuel García-Castellón
Manuel García-Castellón y García-Lomas (Valladolid, 16 d'octubre de 1952) és un jurista espanyol, conegut per haver estat el jutge titular del Jutjat Central d'Instrucció número 6 de l'Audiència Nacional espanyola des de l'any 2017 fins a la seva jubilació el 2024. Al llarg de la seva vida judicial ha instruït diversos casos mediàtics, com el cas Banesto, el cas Púnica, el cas Lezo i el cas Villarejo. És membre de l'associació conservadora Associació Professional de la Magistratura.

## Trajectòria
És el gran de quatre germans. El seu pare, ja difunt, era funcionari del Ministeri d'Agricultura, destinat a la Delegació Provincial d'aquest Ministeri a Valladolid. Va estudiar dret a la Universitat de Salamanca i va ingressar a la carrera judicial el 1977. El 9 d'agost de 1982 va aprovar les oposicions per passar a l'Escola Judicial, segons el BOE. Des de llavors ha passat per diversos jutjats, entre els quals es troben, per ordre cronològic, el Jutjat de Primera Instància i instrucció de Markina (Biscaia), de Castrogeriz (Burgos), de la Puebla de Sanabria (Zamora) i de Medina del Campo (Valladolid). D'aquí va passar pel Jutjat de Vigilància Penitenciària i instrucció número 1 de Balears, posteriorment al jutjat d'instrucció número 2 de Valladolid. El 1993 fou nomenat degà dels jutjats de Valladolid. Un dels casos més destacats d'aquesta època va ser el del conegut com el "violador de l'ascensor", i un cas de violació i assassinat d'una menor a Villalón de Campos.

### Audiència Nacional
El 1993 va ser traslladat a l'Audiència Nacional, on es va encarregar primer del Jutjat Central d'Instrucció número 5. En aquest tribunal va començar donant suport i substituint al llavors titular Baltasar Garzón, que havia passat a serveis especials. Posteriorment passaria a treballar al jutjat número tres i el novembre de 1995 esdevindria titular del número 6, càrrec que encara ostenta. En aquest període va instruir diversos casos destacats, entre els quals destaquen l'assassinat de Miguel Ángel Blanco, el Cas Banesto, o l'atemptat contra José María Aznar. En aquest darrer cas, la instrucció va ser controvertida, ja que l'encarregat fiscal va intentar adjudicar certa responsabilitat al Ministeri d'Interior, del govern de Felipe González, i va ocultar un informe al jutjat per a no desacreditar les diligències que sol·licitaven sobre la implicació de Miquel Azurmendi. García-Castellón va desestimar totes les peticions. Arran d'aquest cas va establir certa amistat amb Aznar.

### París
El 26 de maig del 2000 fou nomenat magistrat d'enllaç davant de les autoritats de la República Francesa pel govern de José María Aznar, a proposta dels llavors ministres d'Assumptes Exteriors Josep Piqué i de Justícia Ángel Acebes. Va passar doncs a de serveis especials i es va establir a París, tot i no parlar bé el francès. Mentrestant, el seu jutjat el van gestionar en comissió de serveis Juan del Olmo, Pablo Ruz i Eloy Velasco.
Durant la seva estada a França es va incrementar la col·laboració amb la judicatura francesa en la lluita contra ETA, així com el nombre d'extradicions de presos d'ETA i Grapo a Espanya. Tant és així, que el 2006 va rebre la Medalla de Cavaller de la Legió d'Honor Francesa, a proposta del govern francès. Va romandre a França fins que Alberto Ruiz Gallardón, l'any 2012, el va rellevar per un altre magistrat més conservador: Pablo González González.

### Roma
Després del seu cessament a París, el 2012 va ser recol·locat a Roma, també com a jutge d'enllaç, en aquest cas enfront de les corresponents autoritats de la República Italiana. Del seu pas per Roma se'n sap ben poc, més enllà que viatjava sovint a Madrid per exercir de Secretari de la Comissió Nacional de Coordinació de la Policia Judicial, i que no sabia parlar italià. El 2017 va ser substituït pel fiscal Luís Rodríguez Sol, fiscal de la inspecció general de l'Estat.

### Retorn a l'Audiència Nacional
L'any 2017, als seus 64 anys, decideix tornar a Madrid per reclamar la seva posició titular del jutjat d'instrucció número 6 en substitució del titular suplent, Eloy Velasco Núñez, que va aconseguir un ascens a la Sala d'Apel·lacions de l'Audiència Nacional, juntament amb Enrique López. Aquest moviment no va ser exempt de polèmica, en produir-se mentre hi havia diversos casos oberts amb relació a diferents dirigents del PP madrileny, polèmica incrementada quan es van trobar uns enregistraments on Ignacio González del PP demanava explícitament el retorn de García-Castellón per evitar el jutge Velasco. Diversos periodistes argumenten que el seu retorn a l'Audiència Nacional va estar relacionat amb una estratègia del PP davant dels diversos judicis per casos de corrupció en curs (Púnica, Lezo, Tándem...) que afecten Aguirre, González, Cifuentes, entre d'altres. Dos anys després, el Tribunal Suprem declararia nuls els nomenaments de Velasco i Enrique López.
Com que García-Castellón portava molts anys sense exercir, va demanar un reforç. La Comissió Permanent va acceptar la seva petició i va proposar a Diego de Egea Torrón, titular del Jurat d'Instrucció nº 43 de Madrid, per reforçar el seu jutjat. De Egea s'encarrega de parts del Cas Lezo i del Cas Tándem, principalment, però el desembre de 2018, per motius personals, demana el reingrés al seu jutjat d'origen de Madrid, i és substituït per Alejandro Abascal Junquera, qui ja havia sigut jutge de suport d'Eloy Velasco. Aquest fet va tornar a aixecar polèmica i Lesmes va haver de fer servir el seu vot de qualitat per dur a terme els canvis corresponents. Al cap de pocs mesos García-Castellón va demanar autorització per compatibilitzar el seu càrrec judicial amb la docència, per exercir com a tutor a distància al Centre Universitari Privat Ramón Areces.
És el jutge instructor del cas contra Josep Lluís Alay i dos mossos d'esquadra que acompanyaven Carles Puigdemont en el moment de la seva detenció a Alemanya.
S'ha criticat el seu excés de conservadorisme en casos com el Cas Púnica, especialment en relació amb Esperança Aguirre. El novembre del 2017 va modificar la presó provisional comunicada i sense fiança d'Ignacio González, per la resolució provisional comunicada i eludible sota una fiança de 400.000 € en metàl·lic. El maig del 2019 arxiva la causa, entre altres investigats per la compra d'Inassa, d'Ignacio González González, Alberto Ruiz-Gallardón i tots els seus ex-consellers.
El 2019 va imputar el BBVA per presumptes delictes de suborn, revelació de secrets i corrupció. El setembre del mateix any va ordenar la detenció de nou independentistes catalans, imputats per delictes de terrorisme, rebel·lió i tinença d'explosius, en el marc de l'Operació Judes. L'octubre de 2023 a Ourense va participar en el Foro la Región, un acte organitzat per l'empresari vinculat a Vox i proper a Santiago Abascal, Julio Ariza. En ell va criticar la possible amnistia als independentistes del Procés independentista català i va dir que «La constitució tampoc no diu que estigui prohibida l’esclavitud, no està prohibida expressament. I aquests senyors han dit que de seguida que puguin ho tornaran a fer; per tant, aquesta amnistia serà la primera de moltes altres que vindran després?». El juliol del 2024 es va veure obligat a arxivar el cas Tsunami democràtic, per un defecte de forma.
Pocs mesos després de la persecució fracassada a l'indepedentisme, es va retirar l'1 de setembre de 2024, un mes i mig abans de la jubilació màxima permesa (als 72 anys), per tal d'evitar l'aplicació de l'amnistia.